# لين شاندلير
لين شاندلير (بالإنجليزية: Len Chandler)‏ هو موسيقي أمريكي، ولد في 27 مايو 1935 في آكرون في الولايات المتحدة.

## وصلات خارجية
- لين شاندلير على موقع IMDb (الإنجليزية)
- لين شاندلير على موقع ميوزك برينز (الإنجليزية)
- لين شاندلير على موقع ديسكوغز (الإنجليزية)
- لين شاندلير على موقع قاعدة بيانات الفيلم (الإنجليزية)